# Baron Hawke

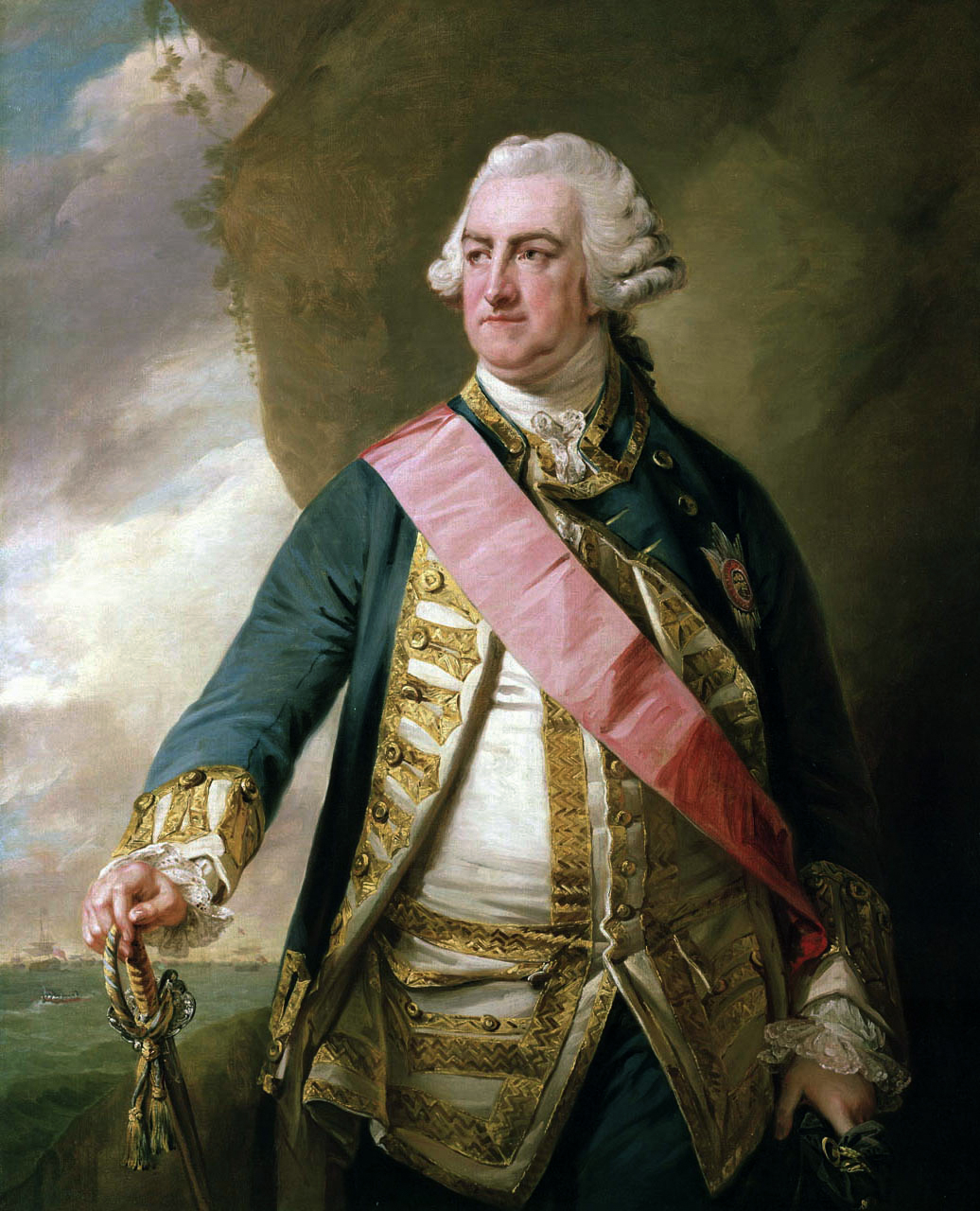
Edward Hawke, 1. Baron Hawke

Baron Hawke, of Towton in the County of York, ist ein erblicher britischer Adelstitel in der Peerage of Great Britain.

## Verleihung
Der Titel wurde am 20. Mai 1776 für den berühmten Admiral Sir Edward Hawke geschaffen. Dieser hatte die französische Flotte in mehreren Seeschlachten besiegt, war 1766 bis 1771 Erster Lord der Admiralität und 1747 bis 1776 Abgeordneter im House of Commons.

## Liste der Barone Hawke (1776)
- Edward Hawke, 1. Baron Hawke (1705–1781)
- Martin Bladen Hawke, 2. Baron Hawke (1744–1805)
- Edward Harvey-Hawke, 3. Baron Hawke (1774–1824)
- Edward William Harvey-Hawke, 4. Baron Hawke (1799–1869)
- Stanhope Harvey-Hawke, 5. Baron Hawke (1804–1870)
- Edward Henry Julius Hawke, 6. Baron Hawke (1815–1887)
- Martin Bladen Hawke, 7. Baron Hawke (1860–1938)
- Edward Julian Hawke, 8. Baron Hawke (1873–1939)
- Bladen Wilmer Hawke, 9. Baron Hawke (1901–1985)
- Julian Stanhope Theodore Hawke, 10. Baron Hawke (1904–1992)
- Edward George Hawke, 11. Baron Hawke (1950–2009)
- William Martin Theodore Hawke, 12. Baron Hawke (* 1995)

Einen Titelerben gibt es derzeit nicht.